# Arabella (opera)
Az Arabella (Op. 79, TrV 263) Richard Strauss háromfelvonásos operája, szövegkönyvét Hugo von Hofmannsthal írta. Ősbemutatójára 1933. július 1-jén a drezdai Semperoperben került sor. Magyarországon először 1934 decemberében adták elő a Magyar Állami Operaházban.

## Szereplők
- Arabella Waldner grófkisasszony – szoprán
- Zdenka Waldner grófkisasszony, a nővére – szoprán
- Waldner gróf, az apjuk, nyugalmazott lovastiszt – basszus
- Adelaide Waldner grófné, az anyjuk – mezzoszoprán
- Mandryka, horvát földbirtokos – bariton
- Matteo, fiatal tiszt – tenor
- Elemér gróf, Arabella egyik udvarlója – tenor
- Dominik gróf, Arabella másik udvarlója – bariton
- Lamoral gróf, Arabella harmadik udvarlója – basszus
- Fiakermilli, a bál szépe és háziasszonya – koloratúrszoprán
- jósnő – szoprán
- Welko, Djura, Jankel – Mandryka szolgái – beszéd
- szállodai portás – beszéd
- kocsisok, pincérek, bálvendégek, hotellakók, kísérő, három kártyajátékos, orvos, pincér – néma szerepek

## Cselekménye
Történik Bécsben, az 1860-as években

### Első felvonás
Egy bécsi szállodában
Amikor a függöny felmegy, Adelaide Waldner grófnő éppen jósoltat magának. Azt jövendölik neki, hogy Arabella leánya egy messziről érkezett férfihoz fog feleségül menni, de bajok is leselkedhetnek rájuk. A Waldner házaspárnak van egy másik leánya is, Zdenka. Mivel nem engedhetik meg maguknak, hogy két lányt is kiházasítsanak, ezért az egyébként is fiús Zdenkát fiúként nevelik és mindenkinek Zdenko néven mutatják be. Zdenka titokban szerelmes Matteóba, egy nincstelen tisztbe, aki viszont Arabella iránt táplál gyengéd érzelmeket. Arabella azonban nem bánik kesztyűs kézzel a fiatal tiszttel, az „igazi férfit” várja, akinek odaadhatja a szívét. Hogy megmentse Matteót az elkeseredett öngyilkosságtól, Zdenka szerelmes leveleket ír Matteónak, amelyeket Arabella nevével ír alá. Eközben Arabellának három másik kérő is udvarol: Elemér, Dominik és Lamoral. A lány kezdi belátni, hogy egyiküket talán férjéül kellene fogadnia, amikor első látásra szerelembe esik egy idegen iránt, aki mellett elment az utcán.
Apjuk, Waldner gróf szorult anyagi helyzetbe került, ezért levelet ír a barátainak segélyért, mindhiába. Ő azonban még mindig reméli, hogy kedvező választ fog kapni egyik régi és arcpirítóan gazdag horvát barátjától, Mandrykától. A neki írt levélben, annak reményében, hogy leányát kiházasíthatja, még képet is küld neki Arabellától. Levél ugyan nem jön, de Mandryka néven bejelentkezik a grófékhoz egy látogató, Waldner azonban meglepetten konstatálja, hogy nem a barátja az. A jövevény előadja, hogy ő Mandryka unokaöccse, ezért a névazonosság. A nagybátyja egyébként meghalt, és ő mint egyetlen örököse, megszerezte a vagyonát. Ő kapta meg a levelet és a portrét is, a kép láttán pedig beleszeretett Arabellába. Felajánlja neki, hogy feleségül veszi, Waldner grófnak pedig pénzt ad.
Aznap este farsangi bált rendeznek. Matteo megkérdezi „Zdenkót”, férfinak hitt barátját, vajon mikor kap újabb levelet Arabellától. Zdenka válaszában megnyugtatja, hogy minden bizonnyal még aznap este, a bálon. Arabella gondolatait továbbra is az ismeretlen férfi köti le, de amikor Elemér gróf kísérőjéül ajánlkozik az estélyre, igyekszik elűzni a gondolatait, és izgatottan készülődik a farsangi mulatságra.

### Második felvonás
Egy bálteremben
Amikor Arabella is találkozik Mandrykával, felismeri benne a lenyűgöző idegent. Mandryka szóval tartja, mesél neki az életéről és országa szokásairól, elmondja, hogy hazájában a fiatal nők egy pohár vizet kínálnak kérőjüknek, ha szívüknek kedves a házassági ajánlat. Megígéri, hogy Arabella lesz az úrnője minden vagyonának, és a császáron kívül ő lesz az egyetlen, aki rangban felette fog állni. Arabella boldogan beleegyezik a házasságba: „Neked adom magam, az örökkévalóságig.” De még kér egy órát újdonsült vőlegényétől, hogy illő módon elbúcsúzhasson leánykorától, megköszönhesse kérőinek az iránta tanúsított érdeklődést, és elbúcsúzzék tőlük.
Időközben Zdenka átad egy levelet Matteónak, amely egy szobakulcsot rejt. Zdenka elmondja, hogy az Arabella szobájának a kulcsa (valójában az Arabelláé melletti szobáé), és nővére aznap este ott várja a fiatal tisztet. Mandryka véletlenül kihallgatja a beszélgetést, a féltékenységtől és csalódottságtól szinte őrjöngve botrányt kelt, és mindenki szeme láttára flörtöl Fiakermillivel, az est háziasszonyával. Arabellát ugyan sehol nem találják, de Waldner grófék ragaszkodnak hozzá, hogy Mandryka és leányuk megbeszéljék a félreértést, ezért a szálloda felé veszik az irányt.

### Harmadik felvonás
A szálloda előcsarnokában
Szenvedélyes zenekari előjáték festi alá Matteo és Zdenka szerelmi légyottját a sötét szállodai szobában.
Arabella belép a szálloda előcsarnokába, ahol Matteóval találkozik. Mivel Matteo még mindig úgy hiszi, hogy az imént Arabellával szeretkezett az elsötétített szobában, beszélgetésük egyszerre zavaros és érzelmes. Ekkor megérkezik a gróf, a grófnő és Mandryka, a félreértések ezzel csak fokozódnak. Miután Mandryka hűtlenséggel vádolja Arabellát, és éppen hazaindulását tervezi, Zdenka ront be, de már nem fiúruhában, hanem neglizsében (ezzel egyértelművé teszi, hogy ő találkozott Matteóval). Esküdözik, hogy szégyenében vízbe fojtja magát, de a helyzet végre mindenki számára tisztázódik. Matteo megtudja, hogy a leveleket Zdenka hamisította, és hogy nem Arabella, hanem ő volt a szobában. Hirtelen ráeszmél, hogy szereti Zdenkát, akit feleségül is szándékozik venni. Mandryka Arabella bocsánatáért könyörög, a lány pedig azzal nyugtatja meg, hogy többé ne is gondoljanak erre az estére. Arabella egy pohár vizet kér a szolgájától, de később kiderül, hogy nem felfrissülésre vágyott, hanem a horvát szokásoknak megfelelően Mandrykát kínálja meg vele. Az addig illetlen viselkedésén és bizalmatlanságán töprengő, önmagát hibáztató Mandryka boldogan fogadja el a vizet. Megcsókolják egymást, és Arabella a lépcsőn felmegy a szobájába.

## Diszkográfia
Gundula Janowitz (Arabella), Bernd Weikl (Mandryka), Sona Ghazarian (Zdenka), Bécsi Filharmonikus Zenekar, vezényel: Solti György, DVD: Decca Cat: B0011WMWX4

## Fordítás
Ez a szócikk részben vagy egészben  az   Arabella című angol Wikipédia-szócikk ezen változatának fordításán alapul.  Az eredeti cikk szerkesztőit annak laptörténete sorolja fel. Ez a jelzés csupán a megfogalmazás eredetét és a szerzői jogokat jelzi, nem szolgál a cikkben szereplő információk forrásmegjelöléseként.